# Edoardo Live Tour 2012
Edoardo Live Tour 2012 è un doppio album dal vivo del cantautore italiano Edoardo Bennato, pubblicato nel 2012.

## Tracce
CD 1 
1. Venderò - 3:29
2. Medley: Abbi dubbi/Sono solo canzonette/Il gatto e la volpe - 10:01
3. Il paese dei balocchi - 2:58
4. Mi chiamo Edoardo - 4:15
5. Asia - 5:07
6. Un aereo per l'Afghanistan - 3:57
7. La torre di Babele - 3:44
8. È lei - 4:51
9. Vendo Bagnoli - 5:11
10. La mia città - 4:10
11. Mangiafuoco - 7:27
12. Cuba - 4:04
13. Italiani - 3:11

CD 2
1. Galileo - 4:19
2. C'era un re - 5:18
3. Rinnegato - 3:55
4. In amore - 4:40
5. La fata - 3:50
6. Notte di mezza estate - 4:43
7. In prigione in prigione - 5:03
8. L'isola che non c'è - 3:41
9. Il rock di Capitan Uncino - 6:31
10. Meno male che adesso non c'è Nerone - 3:42
11. Nisida - 8:08
12. Un'estate italiana - 3:46